# Charbuy
Charbuy – miejscowość i gmina we Francji, w regionie Burgundia-Franche-Comté, w departamencie Yonne.
Według danych na rok 1990 gminę zamieszkiwały 1463 osoby, a gęstość zaludnienia wynosiła 63 osoby/km² (wśród 2044 gmin Burgundii Charbuy plasuje się na 151. miejscu pod względem liczby ludności, natomiast pod względem powierzchni na miejscu 337.).

## Bibliografia

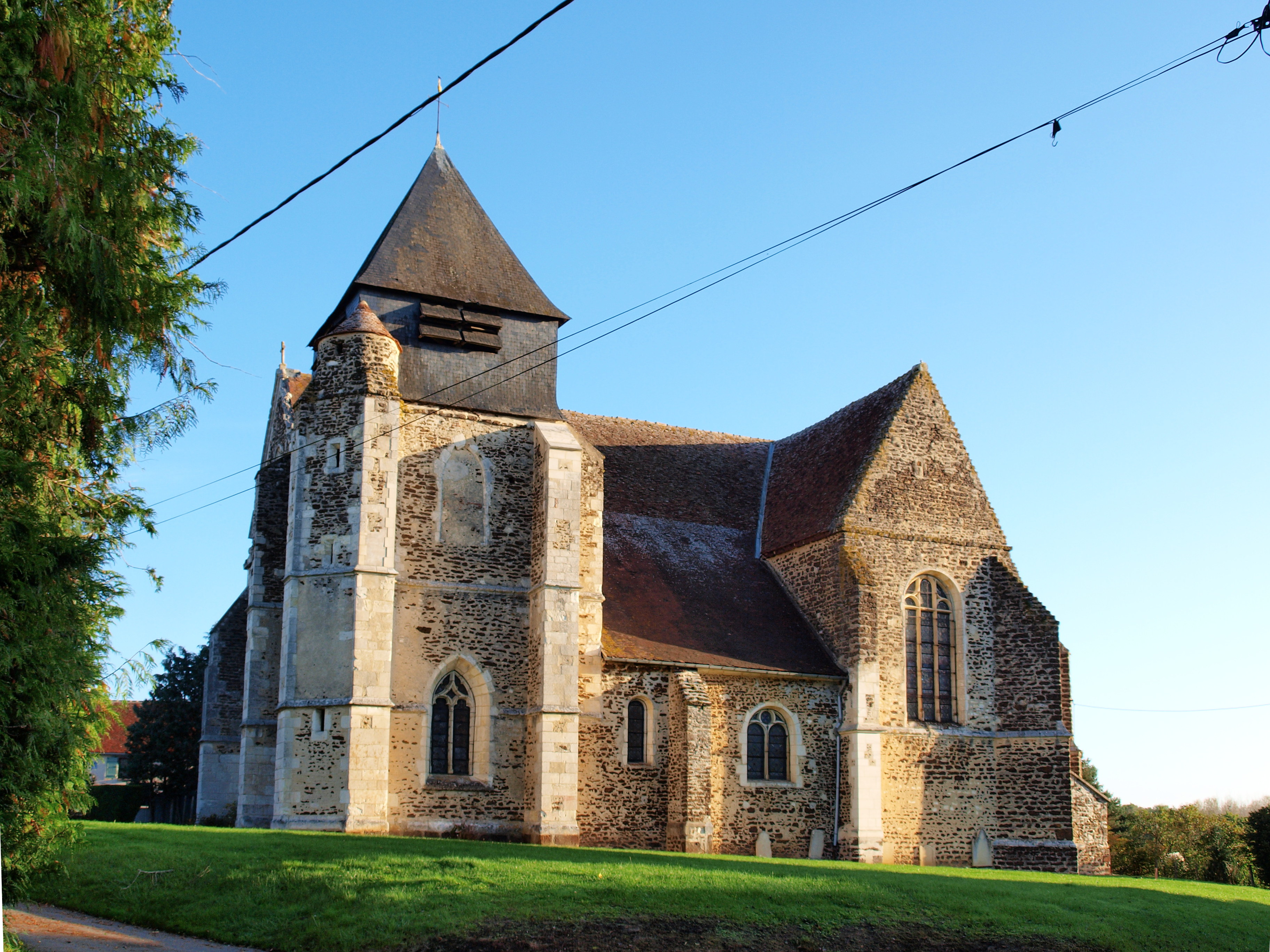